# 数値地図
数値地図（すうちちず）とは、電子的に処理可能な数値情報・デジタルデータを実体とする地図を指す。コンピュータシステムで表示・加工することを前提とし、地理情報システム(GIS)で分析を行う際の基礎データとなる。
本項では日本で国土地理院が発行している日本地図について述べる。販売は（財）日本地図センター。

## 数値地図の種類
2007年3月現在。

### 数値地図2500（空間データ基盤）日本測地系版
行政区域・海岸線、街区、道路（中心線、車道、歩道境界、道路界）、河川（中心線、河川境界）、鉄道・駅、内水面・公園等の場地、建物、測地基準点など。ベクトルデータ。

### 数値地図2500（空間データ基盤）世界測地系版
行政区域・海岸線、街区、道路中心線、鉄道・駅、内水面・公園等の場地、公共建物、測地基準点など。ベクトルデータ。

### 数値地図25000（空間データ基盤）
道路中心線、鉄道中心線、河川中心線、水涯線、海岸線、行政界、基準点、地名、公共施設、標高。ベクトルデータ。

### 数値地図25000（空間データ基盤）第2版
道路中心線、鉄道中心線、河川中心線、水部区域、水涯線、海岸線、行政区域、行政界、基準点、地名、公共施設、標高。ベクトルデータ。

### 数値地図25000（地図画像）
TIFF形式のラスタデータ。

### 数値地図50000（地図画像）
TIFF形式のラスタデータ。

### 数値地図200000（地図画像）
TIFF形式のラスタデータ。

### 数値地図25000（行政界・海岸線）
ベクトルデータ。

### 数値地図25000（地名・公共施設）
属性データベース。

### 数値地図10mメッシュ（火山標高）
数値標高モデル。

### 数値地図5mメッシュ（標高）
数値標高モデル。

### 数値地図50mメッシュ（標高）
数値標高モデル。

### 数値地図250mメッシュ（標高）
数値標高モデル。